# Осада Эт-Таифа
Осада Эт-Таифа (англ. Battle of Taif) — осада войсками Хусейна бен Али города Эт-Таиф, занятого османами, которая длилась с 16 июля по 22 сентября 1916 года. После долгих недель осады и ожесточенных боев войска королевства Хиджаз взяли город. Потеря Мекки и Таифа нанесли тяжелый урон туркам, изношенным в войне с англичанами. К 9 декабря с помощью контратак арабов были открыты дороги в город. Англичане получили от сдавшихся турок много оружия.